# David McClelland
David Clarence McClelland (Mount Vernon, 20 maggio 1917 – 27 marzo 1998) è stato uno psicologo statunitense.

## Biografia
Tra gli anni '30 e gli anni '50 si è formato presso diverse Università (Wesleyan University, Università del Missouri, Università Yale), prima di trasferirsi all'Università di Harvard, dove ha lavorato dal 1956 per circa 30 anni in qualità di Presidente del dipartimento di psicologia e relazioni sociali. Nel 1987 si è trasferito all'Università di Boston, dove gli è stato assegnato il premio dell'American Psychological Association per i suoi contributi scientifici.
È noto in particolare per i suoi studi di motivazione chiamati globalmente Teoria dei bisogni. Ha pubblicato numerosi lavori tra gli anni '50 e gli anni '90 ed ha sviluppato nuovi sistemi di punteggio per il Test di appercezione tematica (TAT) e i suoi derivati. 
Tra i suoi libri più studiati vi sono The Achieving Society (1961) e  Review of General Psychology (2002).